# Caysichite-(Y)
La caysichite-(Y) è un minerale.